# رئیس‌جمهور تایوان
رئیس‌جمهور تایوان، رئیس کشور تایوان (ROC) و فرمانده کل قوا نیروهای مسلح تایوان است. تایوان در سال ۱۹۱۲ در سرزمین اصلی چین تأسیس شد. به هرروی پس از این که تایوان، کنترل سرزمین اصلی چین را از دست داد، حکومت آن در اواخر دهه ۱۹۴۰ به جزیره تایوان نقل مکان کرد.
نخستین رئیس‌جمهور تایوان، چیانگ کای‌شک بود. تسای اینگ-ون در ۲۰ مه ۲۰۱۶ به عنوان نخستین رئیس‌جمهور زن جانشین مااینگ جیو شد.